# Al Buhayrah
Al Buhayrah (Beheira, Arabisch: البحيرة) is een gouvernement in het noorden van Egypte, aan de Middellandse Zee. Met een oppervlakte van meer dan 10.000 vierkante kilometer is het een middelgroot gouvernement. Met ruim 4,7 miljoen inwoners heeft het wel de op vier na grootste bevolking van de 29 gouvernementen van Egypte. De gouvernementele hoofdstad is Damanhur.
Al Buhayrah telt veertien steden en is een kruispunt van belangrijke autowegen in het land. Belangrijke industrieën in het gouvernement zijn katoen, chemische producten, tapijten, elektriciteit en visserij.

## Geboren
- Ahmed Douma (1985), blogger en activist

Ad Daqahliyah · Al Buhayrah · Alexandrië · Al Gharbiyah · Al Minufiyah · Al Qalyubiyah · Ash Sharqiyah · Assioet · Aswan · Beni Suef · Caïro · Damietta · Fajoem · Gizeh · Ismaïlia · Kafr el Sheikh· Luxor · Matruh  · Minya · Nieuwe Vallei · Noord-Sinaï · Port Said · Qina · Rode Zee · Suez · Suhaj  · Zuid-Sinaï